# 小羅緬河
小羅緬河（烏克蘭語：Малий Ромен），是烏克蘭的河流，位於該國東北部，屬於羅緬河的支流，河道全長19公里，發源自小薩姆比爾西北面，流經蘇梅州，河口處在大薩姆比爾以南。